# Mirosław Milewski (generał MO)

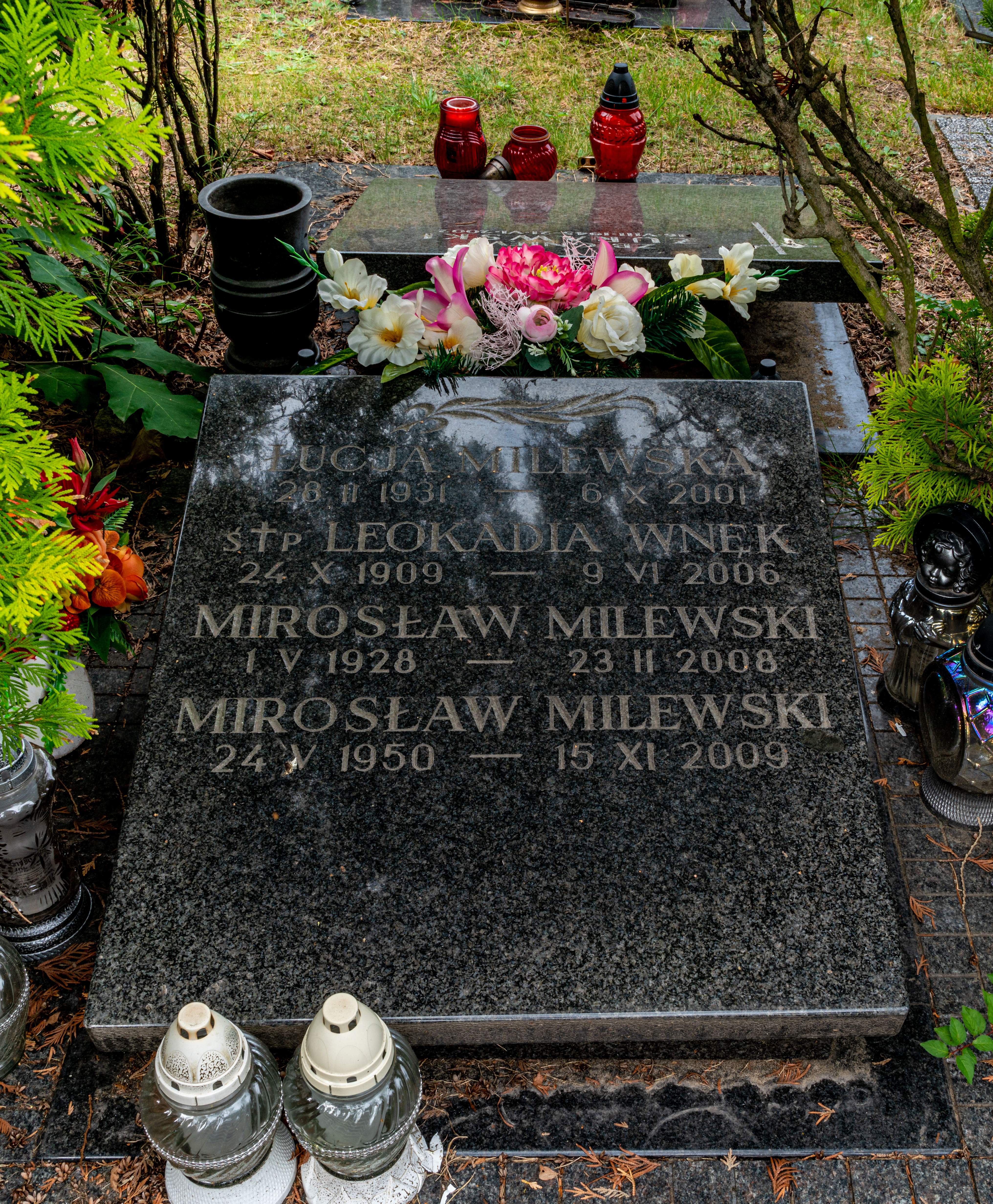
Grób Mirosława Milewskiego na cmentarzu Komunalnym Północnym w Warszawie

Mirosław Milewski (ur. 1 maja 1928 w Lipsku, zm. 23 lutego 2008 w Warszawie) – polski działacz komunistyczny, generał dywizji Milicji Obywatelskiej, funkcjonariusz Służby Bezpieczeństwa, członek Biura Politycznego i sekretarz Komitetu Centralnego PZPR (1981–1985). Minister spraw wewnętrznych w latach 1980–1981.

## Życiorys
Syn Bolesława i Anastazji. W 1939 ukończył drugą klasę gimnazjum ogólnokształcącego. W 1944 został prawdopodobnie żołnierzem Armii Czerwonej, a w październiku 1944 przeniesiony do Urzędu Bezpieczeństwa w Augustowie, który obok oddziałów 50 Armii ZSRR, wojsk NKWD oraz wydzielonych oddziałów ludowego Wojska Polskiego, jest odpowiedzialny za obławę augustowską (lipiec 1945). Brał czynny udział w zatrzymaniu zamordowanych później Polaków. W 1945 podjął współpracę z sowieckim kontrwywiadem wojskowym SMIERSZ, w wyniku czego aresztowanych zostało wielu członków Armii Krajowej.
Do 19 marca 1946 służył w Wojewódzkim Urzędzie Bezpieczeństwa Publicznego w Białymstoku, następnie został oddelegowany na roczny kurs przeszkolenia dla oficerów bezpieczeństwa publicznego. Po jego ukończeniu powrócił do WUBP Białystok, gdzie objął stanowisko kierownika sekcji. 1 marca 1953 objął stanowisko naczelnika Wydziału IX. 1 kwietnia 1955 został przeniesiony do Komitetu ds. Bezpieczeństwa Publicznego w Warszawie na stanowisko naczelnika Wydziału IV. W latach 1956–1957 służył w Komendzie Wojewódzkiej Milicji Obywatelskiej w Warszawie, 1 września 1959 objął stanowisko naczelnika Wydziału II w Departamencie III MSW. 15 listopada 1962 objął stanowisko zastępcy dyrektora Departamentu I, od 15 stycznia 1969 był dyrektorem tegoż departamentu. 25 stycznia 1971 został powołany na stanowisko wiceministra spraw wewnętrznych. 8 października objął stanowisko ministra i pełnił je do 31 lipca 1981 . W październiku 1971 na mocy uchwały Rady Państwa PRL otrzymał nominację na stopień generała brygady MO; nominację wręczył mu w Belwederze przewodniczący Rady Państwa PRL Józef Cyrankiewicz. W październiku 1979 awansowany do stopnia generała dywizji MO.
W latach 1945–1948 był członkiem Polskiej Partii Robotniczej, a następnie Polskiej Zjednoczonej Partii Robotniczej. W latach 1971–1980 zastępca członka, a od 1980 członek Komitetu Centralnego PZPR. Od lipca 1981 był członkiem Biura Politycznego i sekretarzem KC PZPR. Od 1981 był także przewodniczącym Komisji Prawa i Praworządności KC PZPR. W latach 1981–1983 był członkiem Komisji KC PZPR powołanej dla wyjaśnienia przyczyn i przebiegu konfliktów społecznych w dziejach Polski Ludowej. Do połowy lat 80. zaliczany był do bliskich współpracowników gen. Wojciecha Jaruzelskiego.
Był także członkiem i aktywnym działaczem Związku Bojowników o Wolność i Demokrację. W latach 1974–1985 członek Rady Naczelnej, a w latach 1979–1985 wiceprezes Zarządu Głównego ZBoWiD.
Powiązany z aferą „Żelazo” i zabójstwem księdza Jerzego Popiełuszki. W 2004 prof. Andrzej Paczkowski ujawnił dokument ze swego prywatnego archiwum, który obłożony był zastrzeżeniem, że może zostać ujawniony dopiero w 2010. Dokument będący notatką z narady, która odbyła się przed południem 25 października 1984 w Urzędzie Rady Ministrów, został spisany przez Wiesława Górnickiego, doradcę premiera. Uczestniczyli w niej premier gen. Wojciech Jaruzelski, szef URM gen. Michał Janiszewski oraz płk Bogusław Kołodziejczak.
Morderca księdza, Grzegorz Piotrowski, zeznał, że miał poparcie w aparacie władzy, a konkretnie sekretarza KC PZPR, gen. Mirosława Milewskiego:
Politycznym inspiratorem porwania – niezależnie od indywidualnego fanatyzmu sprawcy – mógł być wyłącznie towarzysz Mirosław Milewski [...] Towarzysz premier, podzielając dezaprobatę zebranych dla działalności tow. Milewskiego i nie podając w wątpliwość politycznej, a może i osobistej odpowiedzialności za uprowadzenie, a być może i za morderstwo na osobie ks. Popiełuszki, sprzeciwił się jednocześnie podejmowaniu decyzji personalnych na XVII Plenum KC PZPR, które miało się wkrótce rozpocząć.
W 1985 został usunięty ze wszystkich stanowisk w partii i państwie, a następnie przeniesiony na emeryturę. W 1990 na krótko aresztowany.
Zmarł 23 lutego 2008 w Warszawie, został pochowany w rodzinnym grobie na Cmentarzu Komunalnym Północnym na Wólce Węglowej.

## Życie prywatne
Mieszkał w Warszawie. Żona Łucja Milewska (1931–2001), syn Mirosław Milewski (1950–2009).

## Ordery i odznaczenia
Był odznaczony m.in.:
- Krzyżem Komandorskim Orderu Odrodzenia Polski,
- Krzyżem Kawalerskim Orderu Odrodzenia Polski,
- Orderem Krzyża Grunwaldu III kl.,
- Order Sztandaru Pracy I kl.,
- Złotym Krzyżem Zasługi,
- Srebrnym Krzyżem Zasługi (dwukrotnie),
- Brązowym Krzyżem Zasługi,
- Odznaką „10 Lat w Służbie Narodu”,
- Medalem Zwycięstwa i Wolności 1945,
- Odznaką „10 Lat w Służbie Narodu”,
- Odznaką „20 Lat w Służbie Narodu”,
- Medalem 10-lecia Polski Ludowej,
- Medalem 30-lecia Polski Ludowej,
- Medalem 40-lecia Polski Ludowej
- Srebrnym Medalem „Za zasługi dla obronności kraju”,
- Srebrną Odznaką „Za zasługi w ochronie porządku publicznego”,
- Brązową Odznaką „Za zasługi w ochronie porządku publicznego”,
- Odznaką Grunwaldzką,
- Złotą odznaką honorową „Za Zasługi dla Warszawy” (1966)[11],
- Orderem Czerwonej Gwiazdy (ZSRR),
- Orderem Czerwonej Gwiazdy (Czechosłowacja),
- Medalem pamiątkowym „30 lat MO i SB”,
- Jubileuszowym Medalem 100. Rocznicy Urodzin Georgi Dymitrowa (Bułgaria, 1983)[12].

## Awanse
- 1947 – chorąży,
- 1949 – podporucznik,
- 1951 – porucznik,
- 1954 – kapitan,
- 1958 – major,
- 1961 – podpułkownik,
- 1964 – pułkownik,
- 1971 – generał brygady,
- 1979 – generał dywizji.